# Chein-Dessus
Chein-Dessus ist eine französische Gemeinde mit 207 Einwohnern (Stand 1. Januar 2022) im Département Haute-Garonne in der Region Okzitanien (zuvor Midi-Pyrénées). Die Einwohner werden als Cheinois bezeichnet.

## Geographie
Die Gemeinde liegt im Comminges, 24 Kilometer südöstlich von Saint-Gaudens.
Nachbargemeinden sind: Estadens, Montastruc-de-Salies, Arbas, Herran, Milhas, Aspet und Estadens.

## Geschichte
Das Gebiet von Chein-Dessus war schon zu gallo-römischer Zeit besiedelt.

## Bevölkerungsentwicklung
| Jahr                       | 1962 | 1968 | 1975 | 1982 | 1990 | 1999 | 2006 | 2011 | 2016 | 2019 |
| -------------------------- | ---- | ---- | ---- | ---- | ---- | ---- | ---- | ---- | ---- | ---- |
| Einwohner                  | 266  | 239  | 213  | 209  | 200  | 184  | 191  | 193  | 185  | 177  |
| Quellen: Cassini und INSEE |      |      |      |      |      |      |      |      |      |      |

## Sehenswürdigkeiten
- Kirche Saint-Jacques, erbaut im 16. Jahrhundert
- Wollspinnerei aus dem 19. Jahrhundert